# Mnioes lunatus
Mnioes lunatus är en stekelart som beskrevs av Kennedy 1966. Mnioes lunatus ingår i släktet Mnioes och familjen brokparasitsteklar. Inga underarter finns listade i Catalogue of Life.